# Hammarö köping
Denna artikel handlar om den tidigare kommunen Hammarö köping. För dagens kommun, se Hammarö kommun.
Hammarö köping var en tidigare kommun i Värmlands län.

## Administrativ historik
Hammarö köping bildades 1 januari 1950 (enligt beslut den 11 mars 1949) genom en ombildning av Hammarö landskommun. Enligt beslut den 2 december 1949 gällde samtliga av stadsstadgorna i köpingen.
I avseende på fastighetsredovisningen utgjorde köpingen en jordregistersocken med namnet Hammarö socken.
1 januari 1971 ombildades köpingen till Hammarö kommun.

### Kyrklig tillhörighet
Köpingen, som sin föregångare, tillhörde Hammarö församling. Fram till 1 januari 1958 var församlingen uppdelad på två kyrkobokföringsdistrikt: Hammarö och Skoghall.

## Kommunvapen
Blasonering: I fält av silver en av karvskuror bildad blå bjälke, belagd med en stock av guld.
Motivet kommer från Karlstads tingslags sigill från 1600-talet och syftar på Klarälven. Vapnet fastställdes för Hammarö köping 1952 och registrerades för kommunen i PRV 1974.

## Geografi
Hammarö köping omfattade den 1 januari 1952 en areal av 55,20 km², varav 54,15 km² land. Huvudöar var Hammarön och Vidön.

### Tätorter i köpingen 1960
| Tätort   | Folkmängd |
| -------- | --------- |
| Skoghall | 9 136     |
| Lövnäs   | 264       |

Tätortsgraden i köpingen var den 1 november 1960 90,3 procent.

## Politik

### Mandatfördelning i valen 1946-1966
| 5 | 17 | 2 |  |

| 22 |

| 3 | 22 | 4 |  |

| 25 | 5 |

| 3 | 21 | 4 | 2 |

| 24 | 6 |

| 2 | 22 | 3 | 3 |

| 26 |

| 2 | 22 |  | 3 | 2 |

| 25 | 5 |

| 3 | 19 | 2 | 3 | 3 |

| 25 | 5 |